# Bavanište
Bavanište (srbsky Баваниште, maďarsky Homokbálványos) je vesnice v severovýchodní části Srbska, administrativně spadající pod opštinu Kovin. Vesnice se nachází v rovinaté krajině jižní Banátu nedaleko od řeky Dunaje a města Kovin. V roce 2011 zde žilo 5820 obyvatel, počet obyvatel vsi od roku 1961 relativně stagnuje.
Z národnostního hlediska je obyvatelstvo v drtivé většině srbské národnosti.
První písemná zmínka o vsi pochází z 15. století, kde je zmíněna jako součást majetku města Kovinu, neboť mu ji daroval tehdejší král Zikmund Lucemburský. V roce 1873 zde vypukla epidemie cholery, která zabila téměř 200 lidí. Obec byla dlouho součástí Uher, poté okupována Turky, nakonec se vrátila zpět do Uher a od roku 1918 byla součástí Království Srbů, Chorvatů a Slovinců. Za druhé světové války zůstala Srbsku jako zbytek Banátu a Maďarsku nebyla navrácena. Po válce byla připojena k Jugoslávii jako součást autonomní oblasti Vojvodina. Od roku 2006 je součástí samostatného Srbska.
Vesnice má, stejně jako řada dalších obcí v regionu, pravoúhlou a pravidelnou uliční síť. Stojí zde kostel Zesnutí přesvaté Bohorodice. Severovýchodně od vesnice se v lese nachází také pravoslavný klášter.